# Coprosma chathamica
Coprosma chathamica (Engels: Chatham Island karamū) is een plantensoort uit de sterbladigenfamilie (Rubiaceae). Het is een boom die onderdeel uitmaakt van het bladerdak in bossen. Deze bomen kunnen een groeihoogte bereiken van 15 meter. De boom heeft stevige takken en twijgen die dicht behaard zijn als ze jong zijn. De ovale tot ovaal-langwerpige bladeren zijn donkergroen van kleur en hebben een glanzende bovenkant. De steenvruchten zijn geelrood tot oranje van kleur wanneer ze rijp zijn.
De soort komt voor op de Chathameilanden, gelegen in de Stille Oceaan ten oosten van Nieuw-Zeeland. Hij groeit daar in zowel bossen langs de kust als meer landinwaarts, meestal op venige bodems, maar ook op rotsachtige kalksteen, schist of basaltbodems. De boom vormt samen met soorten als Myrsine chathamica het bladerdak in bossen op rotsige bodems en met Olearia telmatica in bossen op venige bodems.

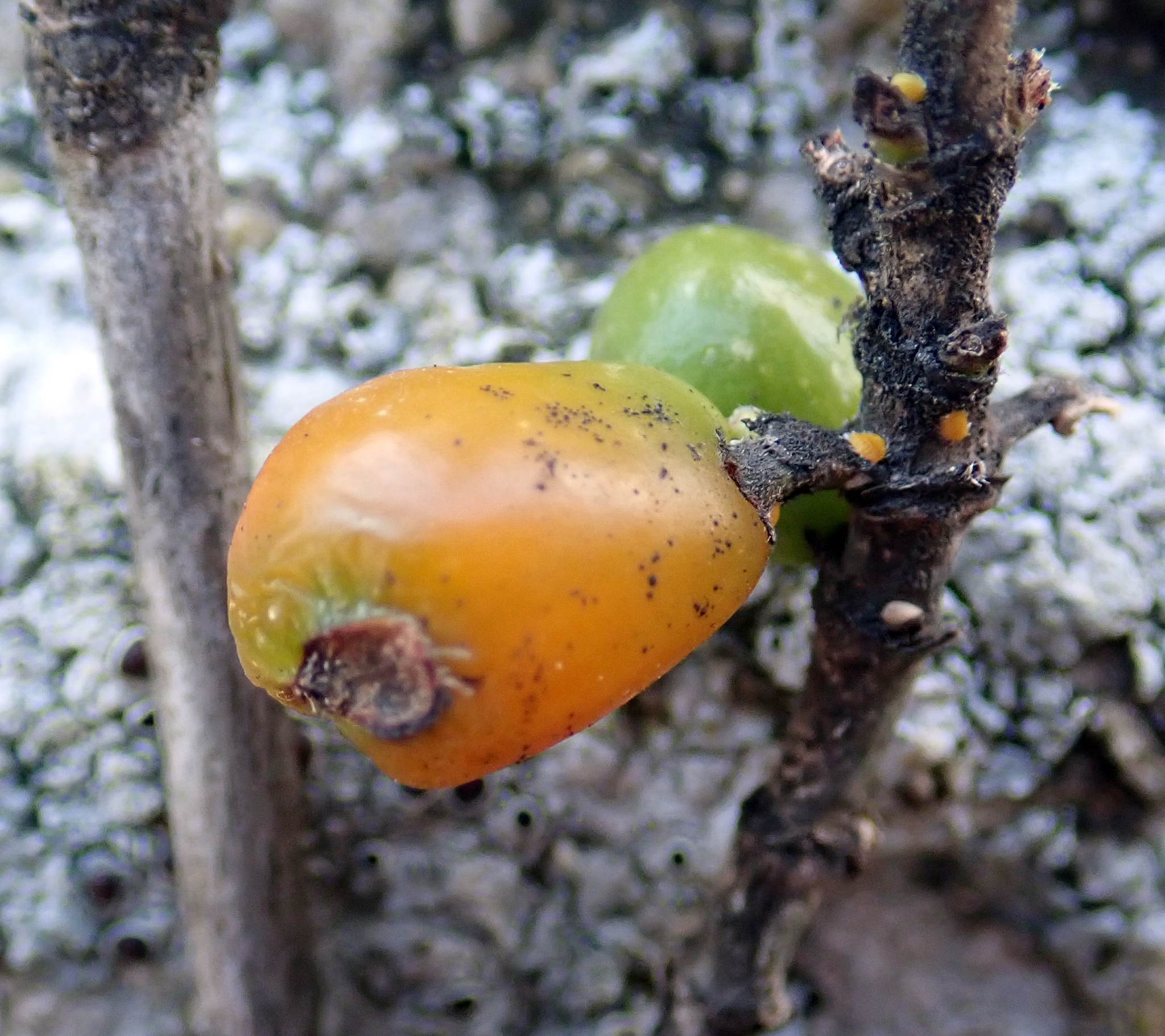
Rijpe vrucht